# Castresana
Castresana es una localidad situada en la provincia de Burgos, comunidad autónoma de Castilla y León (España), comarca de Las Merindades, partido judicial de Villarcayo, ayuntamiento de Valle de Losa.

## Datos generales
Una de las localidades más pobladas del municipio, situada 11 km al oeste del ayuntamiento construido recientemente en el paraje conocido como El Cañón, cruce de caminos.
Al sur de los Montes de la Peña que separan la vertiente mediterránea de la cantábrica, siendo su cumbre más elevada Peñalba con 1.243 m s. n. m. En su término el río Pucheruela, afluente por la margen izquierda del Trueba, recibe el Arroyo del Prado procedente de la vecina localidad de Villaventín, ya en la Junta de Traslaloma , antes de atravesar el puerto de El Risco. Código postal 09510.

## Comunicaciones
- Carretera:  acceso desde la autonómica BU-552 , que partiendo de la carretera N-629 , a la altura de la localidad de El Ribero , conecta con la también autonómica BU-556 , que atravesando la localidad de Berberana , continua hasta el límite provincial con Álava .

## Situación administrativa
En las elecciones locales de 2011, gana las elecciones Cosme Damian Ortiz.

## Demografía
Evolución de la población
| Gráfica de evolución demográfica de Castresana entre 2000 y 2017   |
|                                                                    |
| Población de derecho (2000-2017) según el padrón municipal del INE |

## Historia
Tal como recoge el Censo de Floridablanca de 1787 , Castresana tenía la categoría de Lugar sometido a jurisdicción de realengo con Regidor Pedáneo nombrado por la Junta de Oteo una de las siete que formaban la Merindad de Losa adscrita al Corregimiento de las Merindades de Castilla la Vieja , uno de los catorce partidos que formaban la Intendencia de Burgos durante el periodo comprendido entre 1785 y 1833 .
Así se describe a Castresana en el tomo VI del Diccionario geográfico-estadístico-histórico de España y sus posesiones de Ultramar, obra impulsada por Pascual Madoz a mediados del siglo XIX:

Lugar en la provincia, diócesis, audiencia territorial y capitanía general de Burgos (17 leguas), partido judicial de Villarcayo (4), ayuntamiento de la Junta de Oteo, en la merindad de Losa, cuyas reuniones son en el indicado Otea. Situado en llano, con libre ventilación y clima saludable. Tiene 80 casas; escuela de primeras letras a que asisten de 30 a 40 niños; iglesia parroquial (San Vicente) servida por un cura de provisión del diocesano en patrimoniales; una ermita (Santa Lucía); cementerio en paraje ventilado, y una fuente de pocas aguas que aprovechan los habitantes para su consumo doméstico. Confina el término N Siones; E Villafría; S Oteo, y O Villabentín; sus límites son de 1 a 3 horas. El terreno es lastroso, se divide en primera, segunda y tercera suertes; y le fertilizan algún tanto las aguas de un arroyo que pasa a 10 minutos S del pueblo. Los caminos locales, excepto el antiguo de Santoña a Rioja. Producciones: trigo, cebada, avena, legumbres y pastos; cría ganado vacuno, lanar, cabrío, yeguar y mular, y caza de perdices, zorros y lobos. Comercio: se extraen ganados, y se importan granos y vino. Población: 13 vecinos y 48 almas. Capital productivo: 285.300 reales. Imponible: 26.714 reales. Tiene comunes sus ejidos con toda la junta y pueblo de Ayala, y además otro exclusivo de 1.000.000 de varas cuadradas.
Diccionario geográfico-estadístico-histórico de España y sus posesiones de Ultramar

## Patrimonio
Iglesia y ermita de Santa Lucía.

## Fiestas
Se celebran el segundo fin de semana del mes de julio.

## Parroquia
Iglesia de San Vicente Mártir dependiente de la parroquia de Momediano en el Arzobispado de Burgos, arciprestazgo de Medina de Pomar . 